# Бинаско
Бина̀ско (на италиански: Binasco, на западноломбардски: Binàsch, Бинаск) е градче и община в Северна Италия, провинция Милано, регион Ломбардия. Разположено е на 101 m надморска височина. Населението на общината е 7109 души (към 2012 г.).